# Aleksandr Tarkhanov
Aleksandr Fiodorovitch Tarkhanov (en russe : Александр Фёдорович Тарханов) est un footballeur international soviétique et un entraîneur de football russe né le 6 septembre 1954 à la station Kazakhstan, ancien nom de l'actuelle ville d'Aksay.
Formé à l'Avtomobilist Krasnoïarsk, il y fait ses débuts en 1972 avant d'être transféré au SKA-Khabarovsk en 1975 puis au CSKA Moscou dès l'année suivante. Il effectue dans ce dernier club la grande majorité de sa carrière, y évoluant entre 1976 et 1984, et accumulant dans la foulée six sélections en équipe nationale soviétique. Partant par la suite au SKA Odessa en 1985, il rejoint l'année suivante le SKA Rostov où il termine sa carrière en 1987.
Se mettant immédiatement à une carrière d'entraîneur, il reste au SKA où il devient entraîneur-adjoint avant de devenir consultant au Kotayk Abovian en 1989 puis d'enchaîner plusieurs brefs postes d'entraîneur principal entre 1990 et 1992. Par la suite adjoint d'Oleg Romantsev au Spartak Moscou de 1992 à 1994 puis avec la Russie entre 1994 et 1996, Tarkhanov devient en parallèle de ce dernier poste entraîneur du CSKA Moscou, où il occupe également le poste de président du club de 1995 à 1996. Après un passage d'un an et demi au Torpedo, il entraîne le Krylia Sovetov Samara pendant quatre ans entre 1999 et 2003 avant de passer brièvement au Saturn Ramenskoïe puis au Terek Grozny entre 2004 et 2006. Il connaît une brève expérience à l'étranger dans le club lituanien du Vėtra Vilnius avant d'enchaîner plusieurs brefs passages entre le Krylia Sovetov, le Kouban Krasnodar et le FK Khimki entre 2006 et 2013. Nommé à la tête de l'Oural Iekaterinbourg en fin d'année 2013, il reste au club pendant un an et demi avant de se retirer puis de prendre la tête de l'équipe bulgare du Slavia Sofia qu'il ramène en coupe d'Europe à l'été 2016. Il retourne ensuite à l'Oural en novembre 2016 et dispute la finale de la Coupe de Russie l'année suivante avant de partir à nouveau en mai 2018. Il dirige par la suite le club arménien du Pyunik Erevan en 2019 puis le Ienisseï Krasnoïarsk entre juin et septembre 2020 avant de faire son retour au Slavia Sofia entre octobre 2020 et avril 2021.

## Biographie

### Carrière de joueur
Tarkhanov naît le 6 septembre 1954 à la station Kazakhstan, un petit village ferroviaire qui deviendra quelques années plus tard la ville d'Aksay. Il est le dixième et dernier enfant de sa famille, son père mourant cinq ans après sa naissance. Il déménage par la suite avec sa famille dans la ville de Krasnoïarsk où il se met au sport, intégrant à l'âge de quatorze ans l'équipe de football locale de l'Avtomobilist en 1969, où il côtoie notamment Oleg Romantsev. Il pratique également en parallèle le hockey sur glace jusqu'à ses vingt ans.
Il fait ses débuts professionnels dans la troisième division soviétique lors de la saison 1972. Il joue par la suite trois autres années à l'Avtomobilist avant d'être enrôlé dans l'armée et d'être envoyé au SKA-Khabarovsk en 1975. Il y est rapidement repéré par Valentin Bouboukine qui recommande son transfert au CSKA Moscou, ce qui est chose faite à la mi-saison 1976.
N'ayant alors évolué qu'au troisième échelon, Tarkhanov découvre donc la première division soviétique lors de la deuxième moitié de saison en prenant part à la phase automne, où il inscrit quatre buts en quatorze rencontres. Il s'impose par la suite comme titulaire régulier, étant alternativement positionné aux postes de milieu de terrain et d'attaquant, et enchaînant donc les saisons plus ou moins prolifiques, avec notamment quatorze et seize buts marqués lors des saisons 1980 et 1982 respectivement. Il joue par ailleurs ses deux uniques rencontres européennes lors de l'été 1981 en prenant part à la Coupe UEFA, marquant un but lors de la victoire contre le Sturm Graz au match retour, qui ne permet cependant pas d'éviter l'élimination des siens. Souffrant d'une blessure au ménisque durant une grande partie de la saison 1984, il ne peut empêcher la relégation du CSKA à la fin de l'année et quitte le club par la suite.
Alors qu'il lui est recommandé d'arrêter sa carrière, il parvient finalement à obtenir un transfert au SKA Odessa en troisième division pour la saison 1985. Il y inscrit quatorze buts en trente-matchs et part dès l'année suivante pour le SKA Rostov, qui évolue au deuxième échelon, où il termine sa carrière à la mi-saison 1987, à l'âge de 32 ans.

### Carrière internationale
Durant son passage au CSKA Moscou, Tarkhanov est plusieurs appelé avec la sélection soviétique. Il connaît ainsi sa première sélection le 28 novembre 1976 à l'occasion d'un match amical contre l'Argentine, qu'il dispute dans son intégralité tandis que la rencontre se conclut sur un match nul et vierge. Il joue quelques jours plus tard un autre match amical contre le Brésil, qui est cette fois perdu 2-0.
Il n'est par la suite rappelé à nouveau que le 7 mai 1980 à l'occasion d'un nouveau match amical, contre l'Allemagne de l'Est, où il rentre en fin de rencontre, qui se conclut sur un match nul 2-2. Il joue finalement par la suite sa première rencontre compétitive le 15 octobre suivant contre l'Islande dans le cadre des éliminatoires de la Coupe du monde 1982. Il dispute l'intégralité du match et contribue à la victoire des siens sur le score de 5-0 bien que n'inscrivant aucun but. Il dispute ensuite un match amical contre l'Argentine au mois de décembre.
Malgré la qualification de l'Union soviétique pour le Mondial, Tarkhanov ne fait pas partie de la liste des sélectionnés et doit attendre le 9 octobre 1983 pour connaître sa sixième et dernière sélection, faisant son entrée à la mi-temps du match contre la Pologne pour les éliminatoires de l'Euro 1984 pour une victoire 2-0. Il n'est par la suite plus rappelé avec l'équipe nationale.

### Carrière d'entraîneur

#### Premiers postes et passage à Moscou (1987-1998)
Dès la fin de sa carrière, Tarkhanov devient entraîneur-adjoint au sein du SKA Rostov au mois de juin 1987 jusqu'à la fin de l'année. Il est par la suite consultant au sein du Kotayk Abovian en 1989 avant de connaître son premier poste d'entraîneur principal au sein du SKA Odessa lors de la saison 1990, amenant l'équipe à la sixième place du groupe Ouest de la troisième division. Il prend ensuite l'année suivante la tête du Terek Grozny avec qui il finit cinquième du groupe Centre dans cette même division. Devenant entraîneur de l'équipe ouzbek du Pakhtakor Tachkent en novembre 1991, il n'y reste cependant que quelques mois, partant dès le mois de mars 1992 après seulement six matchs pour rejoindre l'encadrement technique du Spartak Moscou, où il retrouve Oleg Romantsev. Il devient également son adjoint au sein de la sélection russe entre les mois de juillet 1994 et 1996.
En parallèle de sa nomination dans l'encadrement de la sélection, Tarkhanov devient l'entraîneur principal du CSKA Moscou au mois de juillet 1994. Terminant la saison à la dixième place, il amène par la suite le club à la sixième puis à la cinquième position. Il occupe par ailleurs le poste de président entre le mois d'avril 1995 et l'année 1996. Il quitte par la suite son poste d'entraîneur en janvier 1997 pour rallier l'autre équipe moscovite du Torpedo. Finissant onzième au terme de l'exercice 1997, les mauvaises relations avec sa direction amènent par la suite à sa démission au mois de mai 1998.

#### Passages au Krylia Sovetov, au Saturn et au Terek (1999-2006)
Il devient en janvier 1999 l'entraîneur du Krylia Sovetov Samara. Amenant l'équipe à la douzième cette année-là puis à la quatorzième position l'année suivante, il parvient par la suite à terminer à la cinquième place du classement en 2001, aidé par l'arrivée de joueurs internationaux tels qu'Andreï Kariaka, Ievgueni Bushmanov ou encore Andreï Tikhonov. Il amène la même année l'équipe en demi-finale de Coupe de Russie, où il est cependant éliminé par l'Anji Makhatchkala. Après une nouvelle place de cinquième la saison suivante, une décevante neuvième place en 2003 amène à son départ au terme de l'exercice.
Intégrant par la suite l'encadrement du Saturn Ramenskoïe en début d'année 2004, Tarkhanov prend finalement poste d'entraîneur au mois de septembre, d'abord par intérim puis à temps plein. Il amène alors l'équipe à la septième place du classement avant de s'en aller à la fin du mois de mai 2005 après un début de saison décevant ayant notamment vu le club enchaîner deux mois sans victoires. Il revient peu de temps après au Terek Grozny, où il occupe d'abord le poste de consultant à partir du mois de juillet avant de devenir entraîneur principal au mois de d'octobre. Ne pouvant empêcher la relégation du club à l'issue de la saison 2005, il démarre l'exercice suivant avec l'ambition d'une remontée directe. Malgré une troisième place au bout de douze matchs, les performances décevantes de l'équipe, notamment à domicile amènent à son renvoi au mois de mai 2006.

#### Bref départ en Lituanie, retours au Krylia Sovetov et passages au Kouban et à Khimki (2006-2011)

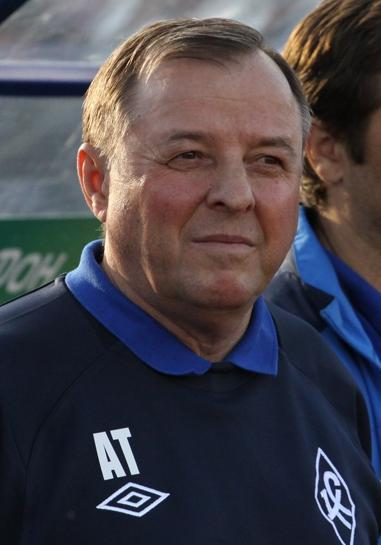
Aleksandr Tarkhanov en 2011.

Tarkhanov quitte la Russie au mois de juillet suivant pour rallier la Lituanie et le Vėtra Vilnius. Après avoir amené l'équipe à la troisième place du championnat, des problèmes avec son effectif et sa direction, couplés à un mauvais début de saison, amènent à son renvoi à la fin du mois de mai 2007. Il revient deux mois plus tard au Krylia Sovetov Samara où il permet à l'équipe de terminer treizième et de se maintenir à la fin de l'année avant de s'en aller au terme de l'exercice. Engagé par le Kouban Krasnodar pour la saison 2008 dans l'optique d'une promotion en première division, des problèmes de santé le forcent cependant à quitter son poste dès le début du mois d'avril 2008 après seulement deux matchs.
Après ce dernier départ, il rejoint le Nika Moscou en troisième division en tant que directeur sportif. Cette responsabilité prend fin avec sa nomination au poste d'entraîneur du FK Khimki en toute fin d'année 2009. Il quitte par la suite son poste à la fin du mois de juillet 2010 pour rallier le Krylia Sovetov pour son troisième passage au club. Amenant dans un premier temps l'équipe à la treizième place du championnat, le début de la saison 2011-2012 s'avère décevant et Tarkhanov est finalement renvoyé à la fin du mois de juin 2011 alors que l'équipe se classe dernière au classement après quinze journées.

#### Retour à Khimki, passages à l'Oural, à l'étranger puis au Ienisseï (depuis 2012)
Il retrouve dans la foulée de ce départ un poste de superviseur au sein des équipes de jeunes Nika Moscou avant de retourner au FK Khimki en avril 2012 d'où il part dès le mois d'août. Il reprend son poste un peu plus d'an plus tard à la fin du mois d'août 2013 avant de s'en aller à nouveau après quelques mois, rejoignant l'Oural Iekaterinbourg à la fin du mois de novembre,. Il reste par la suite au club pendant un peu moins de deux ans, l'amenant au maintien en 2014 puis en 2015 avant de quitter son poste en juin 2015 pour devenir conseiller au club pour les questions sportives.
Tarkhanov quitte par la suite l'Oural au mois de décembre pour rallier la Bulgarie et le Slavia Sofia. Reprenant une équipe classée cinquième après vingt matchs, il l'amène finalement à la quatrième place à l'issue de la saison, lui permettant de retrouver les compétitions européens pour la première fois en vingt ans. Il est cependant éliminé par la suite d'entrée lors du premier tour qualificatif de la Ligue Europa par le Zagłębie Lubin. Il quitte par la suite le club au début du mois de novembre 2016 pour retourner à l'Oural Iekaterinbourg. Peu après son retour, il amène l'équipe à la finale de la Coupe de Russie pour la première fois de son histoire en mai 2017, où elle est cependant vaincue par le Lokomotiv Moscou. Il amène par la suite l'équipe au maintien à deux reprises avant de se retirer en mai 2018, laissant sa place à Dmytro Parfenov tandis que Tarkhanov reprend son poste de conseiller au club.
Il quitte à nouveau l'Oural en avril 2019 afin de rallier le club arménien du Pyunik Erevan où il remplace son compatriote Andreï Talalaïev. Il quitte ce poste au mois d'octobre après avoir été nommé vice-président pour le développement du club. Il laisse cette dernière fonction vacante en juin 2020 pour prendre la tête du Ienisseï Krasnoïarsk, son club formateur. Il n'y reste cependant que trois mois avant de s'en aller en raison des problèmes financiers du club dans la perspective de faire son retour au Slavia Sofia,, ce qui est chose faite quelques semaines plus tard durant le mois d'octobre. Il reste par la suite en poste six mois avant d'être démis de ses fonctionsen avril 2021 alors que le club se place douzième en championnat.

## Statistiques

### Statistiques de joueur
| Saison                | Club                     | Championnat           | Championnat | Championnat | Coupe(s) nationale(s) | Coupe(s) nationale(s) | Compétition(s) continentale(s) | Compétition(s) continentale(s) | Compétition(s) continentale(s) | Total | Total |
| Saison                | Club                     | Division              | M.          | B.          | M.                    | B.                    | Comp.                          | M.                             | B.                             | M.    | B.    |
| 1972                  | Avtomobilist Krasnoïarsk | D3                    | -           | 1           | -                     | -                     | -                              | -                              | -                              | 0     | 1     |
| 1973                  | Avtomobilist Krasnoïarsk | D3                    | 25          | 3           | -                     | -                     | -                              | -                              | -                              | 25    | 3     |
| 1974                  | Avtomobilist Krasnoïarsk | D3                    | 34          | 8           | -                     | -                     | -                              | -                              | -                              | 34    | 8     |
| 1975                  | Avtomobilist Krasnoïarsk | D3                    | -           | 8           | -                     | -                     | -                              | -                              | -                              | 0     | 8     |
| Sous-total            | Sous-total               | Sous-total            | 59+         | 20          | -                     | -                     | -                              | -                              | -                              | 59    | 20    |
| 1975                  | SKA-Khabarovsk           | D3                    | 2           | 0           | -                     | -                     | -                              | -                              | -                              | 2     | 0     |
| 1976                  | SKA-Khabarovsk           | D3                    | 19          | 4           | -                     | -                     | -                              | -                              | -                              | 19    | 4     |
| Sous-total            | Sous-total               | Sous-total            | 21          | 4           | -                     | -                     | -                              | -                              | -                              | 21    | 4     |
| 1976                  | CSKA Moscou              | D1                    | 14          | 4           | -                     | -                     | -                              | -                              | -                              | 14    | 4     |
| 1977                  | CSKA Moscou              | D1                    | 29          | 1           | 2                     | 0                     | -                              | -                              | -                              | 31    | 1     |
| 1978                  | CSKA Moscou              | D1                    | 27          | 2           | 3                     | 0                     | -                              | -                              | -                              | 30    | 2     |
| 1979                  | CSKA Moscou              | D1                    | 34          | 8           | 6                     | 0                     | -                              | -                              | -                              | 40    | 8     |
| 1980                  | CSKA Moscou              | D1                    | 34          | 14          | 5                     | 2                     | -                              | -                              | -                              | 39    | 16    |
| 1981                  | CSKA Moscou              | D1                    | 32          | 4           | 5                     | 1                     | C3                             | 2                              | 1                              | 39    | 6     |
| 1982                  | CSKA Moscou              | D1                    | 33          | 16          | 5                     | 0                     | -                              | -                              | -                              | 38    | 16    |
| 1983                  | CSKA Moscou              | D1                    | 34          | 11          | 4                     | 4                     | -                              | -                              | -                              | 38    | 15    |
| 1984                  | CSKA Moscou              | D1                    | 12          | 1           | 3                     | 3                     | -                              | -                              | -                              | 15    | 4     |
| Sous-total            | Sous-total               | Sous-total            | 249         | 61          | 33                    | 10                    | -                              | 2                              | 1                              | 284   | 72    |
| 1985                  | SKA Odessa               | D3                    | 37          | 14          | -                     | -                     | -                              | -                              | -                              | 37    | 14    |
| Sous-total            | Sous-total               | Sous-total            | 37          | 14          | -                     | -                     | -                              | -                              | -                              | 37    | 14    |
| 1986                  | SKA Rostov               | D2                    | 42          | 6           | 2                     | 0                     | -                              | -                              | -                              | 44    | 6     |
| 1987                  | SKA Rostov               | D2                    | 5           | 0           | -                     | -                     | -                              | -                              | -                              | 5     | 0     |
| Sous-total            | Sous-total               | Sous-total            | 47          | 6           | 2                     | 0                     | -                              | -                              | -                              | 49    | 6     |
| Total sur la carrière | Total sur la carrière    | Total sur la carrière | 413         | 105         | 35                    | 10                    | -                              | 2                              | 1                              | 450   | 116   |

### Statistiques d'entraîneur
| SKA Odessa            | 1990              | 1990              | 43  | 21  | 8   | 14  | 48,8 |
| Terek Grozny          | janvier 1991      | octobre 1991      | 39  | 17  | 10  | 12  | 43,6 |
| Pakhtakor Tachkent    | novembre 1991     | mars 1992         | 6   | 3   | 2   | 1   | 50,0 |
| CSKA Moscou           | 6 juillet 1994    | 23 janvier 1997   | 91  | 47  | 18  | 26  | 51,6 |
| Torpedo Moscou        | 24 janvier 1997   | 24 mai 1998       | 53  | 21  | 10  | 22  | 39,6 |
| Krylia Sovetov Samara | 1er janvier 1999  | 6 novembre 2003   | 169 | 68  | 34  | 67  | 40,2 |
| Saturn Ramenskoïe     | 13 septembre 2004 | 27 mai 2005       | 20  | 9   | 4   | 7   | 45,0 |
| Terek Grozny          | 23 octobre 2005   | 20 mai 2006       | 18  | 8   | 3   | 7   | 44,4 |
| Vėtra Vilnius         | juillet 2006      | 28 mai 2007       | 39  | 19  | 10  | 10  | 48,7 |
| Krylia Sovetov Samara | 17 août 2007      | 26 novembre 2007  | 10  | 2   | 3   | 5   | 20,0 |
| Kouban Krasnodar      | 27 décembre 2007  | 3 avril 2008      | 2   | 0   | 0   | 2   | 0,0  |
| FK Khimki             | 22 décembre 2009  | 27 juillet 2010   | 20  | 7   | 8   | 5   | 35,0 |
| Krylia Sovetov Samara | 27 juillet 2010   | 27 juin 2011      | 32  | 7   | 12  | 13  | 21,9 |
| FK Khimki             | 17 avril 2012     | 2 août 2012       | 10  | 3   | 2   | 5   | 30,0 |
| FK Khimki             | 31 août 2013      | 25 novembre 2013  | 14  | 8   | 4   | 2   | 57,1 |
| Oural Iekaterinbourg  | 27 novembre 2013  | 7 juin 2015       | 46  | 17  | 5   | 24  | 36,7 |
| Slavia Sofia          | 18 décembre 2015  | 2 novembre 2016   | 29  | 10  | 5   | 14  | 34,5 |
| Oural Iekaterinbourg  | 3 novembre 2016   | 20 mai 2018       | 57  | 17  | 18  | 22  | 29,8 |
| Pyunik Erevan         | 11 avril 2019     | 23 octobre 2019   | 26  | 13  | 5   | 8   | 50,0 |
| Ienisseï Krasnoïarsk  | 9 juin 2020       | 24 septembre 2020 | 12  | 5   | 2   | 5   | 41,7 |
| Slavia Sofia          | 11 octobre 2020   | 9 avril 2021      | 17  | 6   | 4   | 7   | 35,3 |
| Total                 | Total             | Total             | 753 | 308 | 167 | 278 | 40,9 |

## Palmarès
En tant qu'entraîneur, il atteint la finale de la Coupe de Russie avec l'Oural Iekaterinbourg en 2017.